# Chapelle de la Vraie Croix d'Erdeven
La Chapelle de la Vraie Croix en breton Langroës, est située  au bourg d'Erdeven dans le Morbihan.
Elle est également appelée chapelle de la Vraie Croix, Notre-Dame de Pitié ou chapelle de la Congrégation.

## Historique
La porte sud fait l’objet d’une inscription au titre des monuments historiques depuis le 6 mai 1927.
La porte sud est construite en anse de panier. 
Elle est ornée d'une accolade à choux sommée d'un fleuron. 
Deux pilastres ornés de cercles et de losanges l'encadrent. 
Au-dessus : un écu et un phylactère portés par deux anges.
A noter surtout, cette chapelle a été « tronçonnée » au début du XIXe siècle pour permettre l'élargissement de la voie principale du bourg - entre elle et l'église Saint-Pierre-et-Saint-Paul - et ce n'est donc plus le bâtiment originel qui apparaît sous nos yeux aujourd'hui.